# Shōnan Monorail
Die Shōnan Monorail (jap. 湘南モノレール, Shōnan Monorēru) des gleichnamigen Unternehmens ist eine nach dem SAFEGE-System gebaute Hängebahn in der japanischen Stadt Kamakura. Die Bahn wurde, nachdem ein Test in Yokohama erfolgreich verlief, nach zwei Jahren Bauzeit am 7. März 1970 eröffnet. Die Bahn besteht nur aus der Enoshima-Linie.

## Streckenverlauf

Strecke

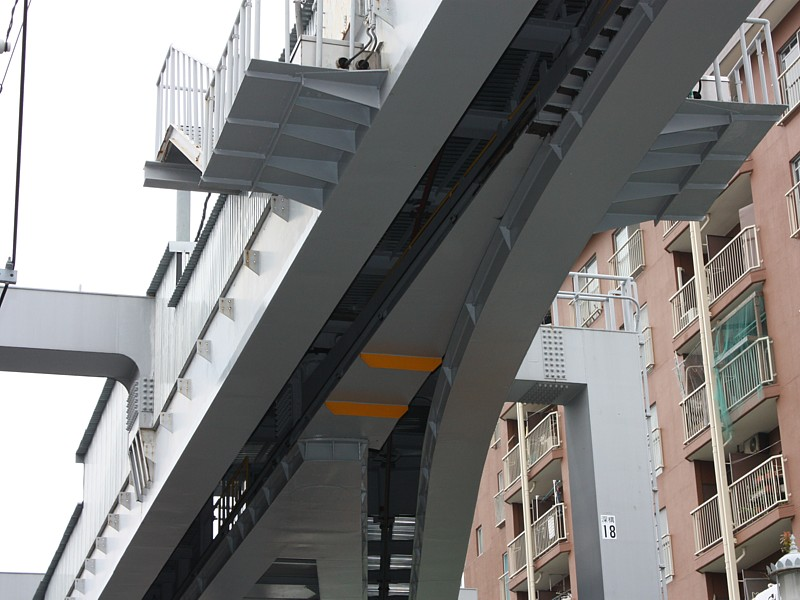
Weiche am Abzweig zum Depot

Die Bahn verlief zunächst zwischen dem Bahnhof Ōfuna und dem Endhaltepunkt Nishi-Kamakura. Der letzte Abschnitt bis zum Bahnhof Shōnan-Enoshima der 6,6 Kilometer langen Bahn wurde am 2. Juli 1971 in Betrieb genommen. Die Bahn hat insgesamt acht Haltepunkte. Eine Besonderheit sind zwei Tunnel von 451 und 205 Metern Länge. Man hatte sich aufgrund der Steigungen von bis zu 10 % und der engen Straßen gegen eine Straßenbahn und für die Hängebahn entschieden. Die durchschnittliche Fahrgastzahl lag 2003 bei täglich 30.000 Passagieren.
Die mit 1500 V Gleichspannung betriebene Bahn ist eingleisig angelegt und weist vier Ausweichen auf. Die Höchstgeschwindigkeit beträgt 75 km/h. Gefahren wird ein 7,5-Minuten-Takt, was an Werktagen 266 und an Sonntagen 230 Fahrten bedeutet. Befahren wird die Bahn von insgesamt sieben Triebzügen der Firma Mitsubishi, bestehend aus je drei Wagen. Jeder Zug ist 2,65 m breit und 3,91 m hoch, der Mittelwagen ist länger als die beiden Endwagen.

## Fahrzeuge
Die Fahrzeuge der Baureihe 300 waren nach der Eröffnung der Bahn zunächst zweiteilige Doppeltriebwagen, die bald um einen Mittelwagen ergänzt wurden. Bei Leergewichten von 51,82 bzw. 77,14 t waren sie 26 bzw. 38,5 m lang. Der Antrieb erfolgte mittels zwei 375 kW leistenden Elektromotoren. In ihrer dreiteiligen Ausführung wiesen die Züge 140 Sitz- und 305 Stehplätze auf. Im Jahr 1992 wurden sie abgestellt und daraufhin verschrottet.
Im Jahr 1980 kam die Baureihe 400 auf die Strecke. Eine der wichtigsten Neuerungen war die installierte Klimatisierung. Die von Anfang an dreiteiligen Züge waren 36,17 m lang (Endwagen 13 m, Mittelwagen 10,17 m) und hatten eine Leermasse von 47,70 t, ihre Kapazität betrug 112 Sitz- und 202 Stehplätze. Angetrieben wurden sie von 12 jeweils 55 kW leistenden Motoren. Ihre Außerdienststellung erfolgte ab Dezember 2007 mit dem Eintreffen der Baureihe 5000.
Die sechs Züge der Baureihe 500 wurden 1988 in Dienst gestellt, erkennbar sind sie an der veränderten Frontgestaltung. Anstelle der Längsbänke der Vorgängerbaureihen erhielten sie weitgehend beiderseits des Mittelgangs vis-à-vis angeordnete Quersitze in der Anordnung 2+2. Erfahrungen mit der Chiba Monorail dienten zur Verbesserung des Komforts und einer starken Verringerung der Fahrgeräusche. Mit der Baureihe 500 wurde der Ein-Mann-Betrieb eingeführt. Die 40,25 m langen Züge sind 51,80 t schwer, sie können 224 bis maximal 464 Fahrgäste aufnehmen.
Im Dezember 2007 wurde der erste Zug der Baureihe 5000 in Dienst gestellt. Dieser Typ entspricht weitgehend der Vorgängerbaureihe 500.

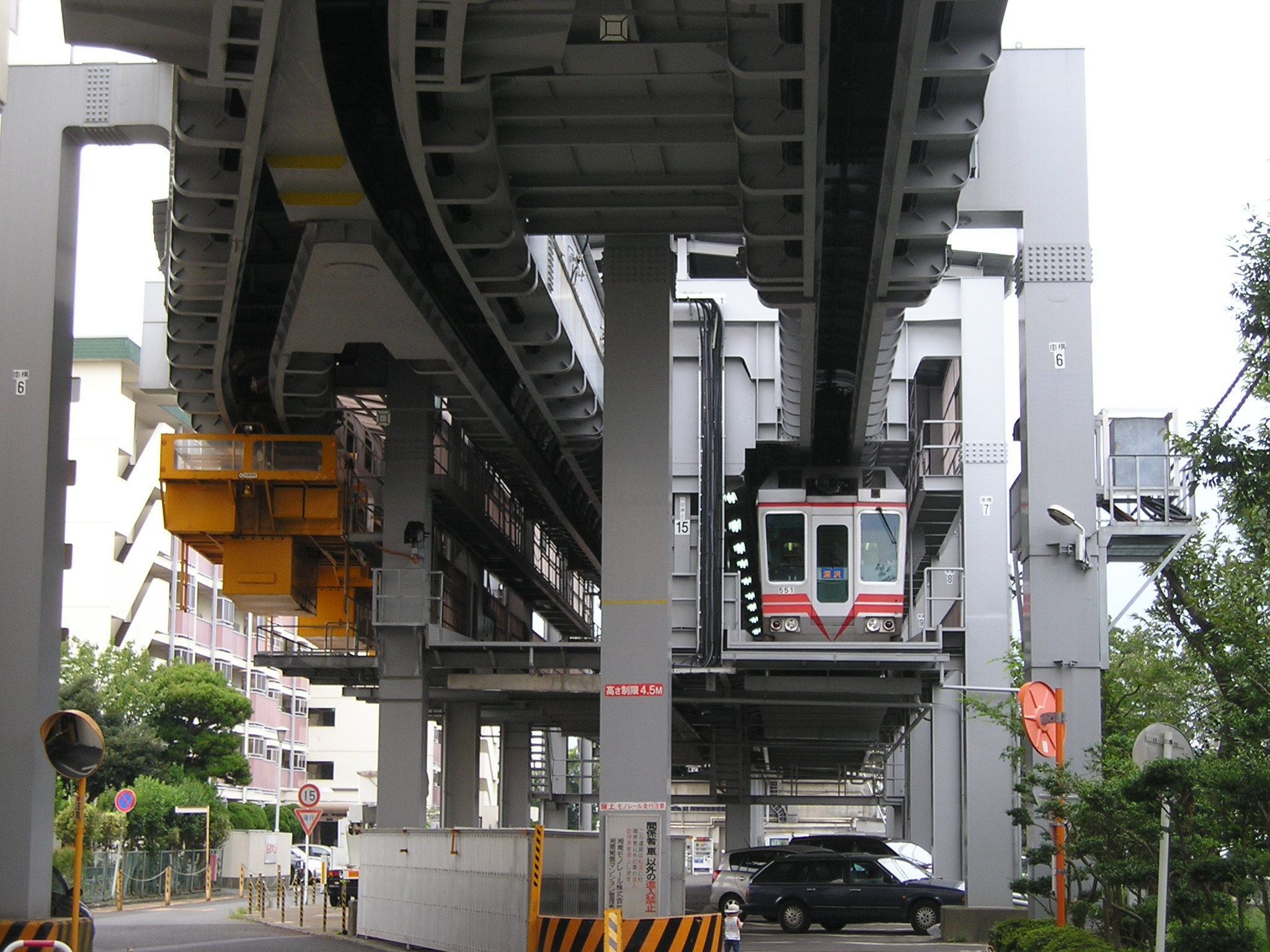
Depot mit Weiche und Arbeitszug
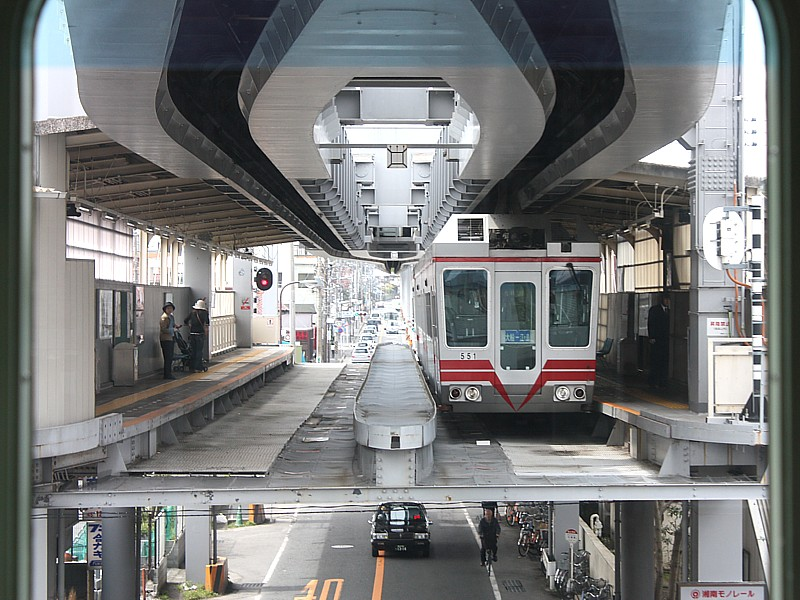
Zweigleisige Station Fujimichō mit Außenbahnsteigen
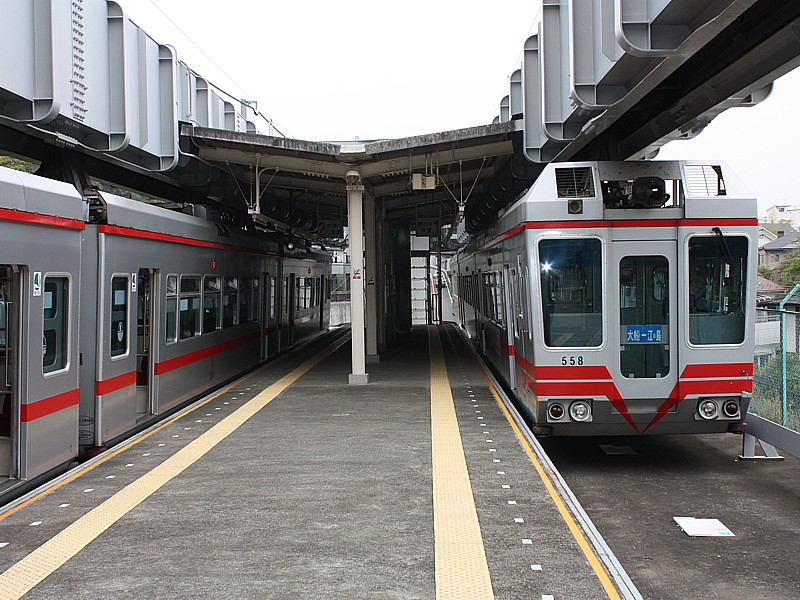
Zweigleisige Station Mejiro-Yamashita mit Mittelbahnsteig
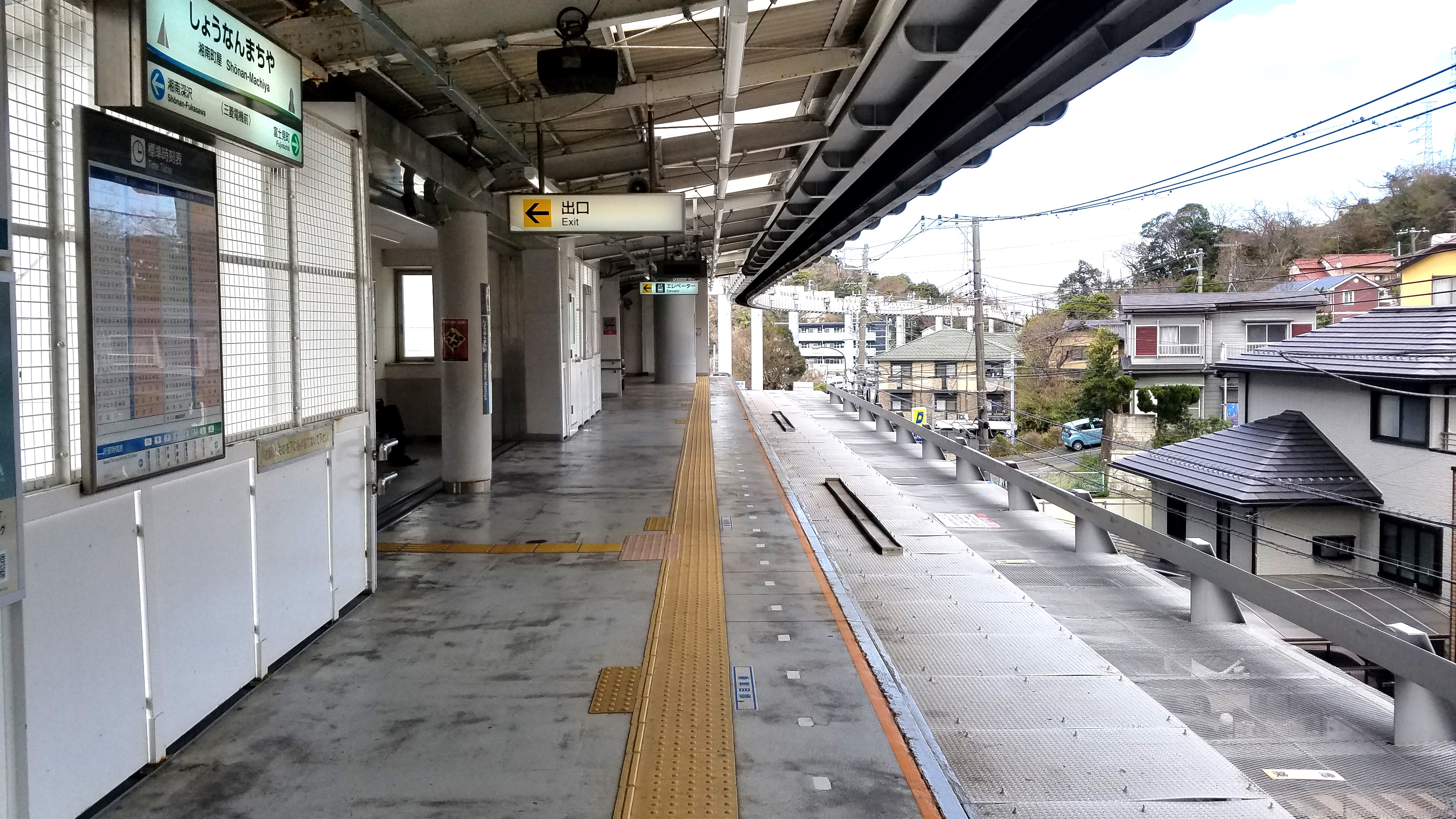
Eingleisige Station Shōnan-Machiya
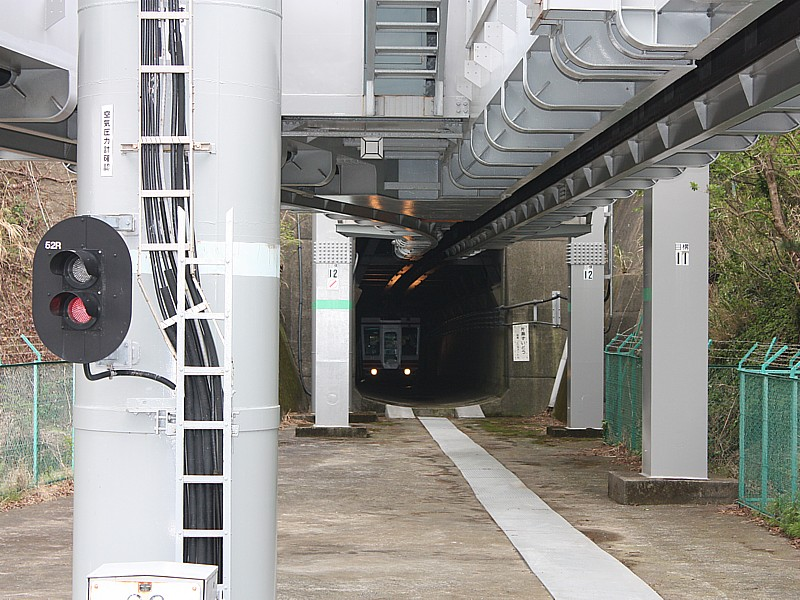
Nördliches Portal des Kataseyama-Tunnels
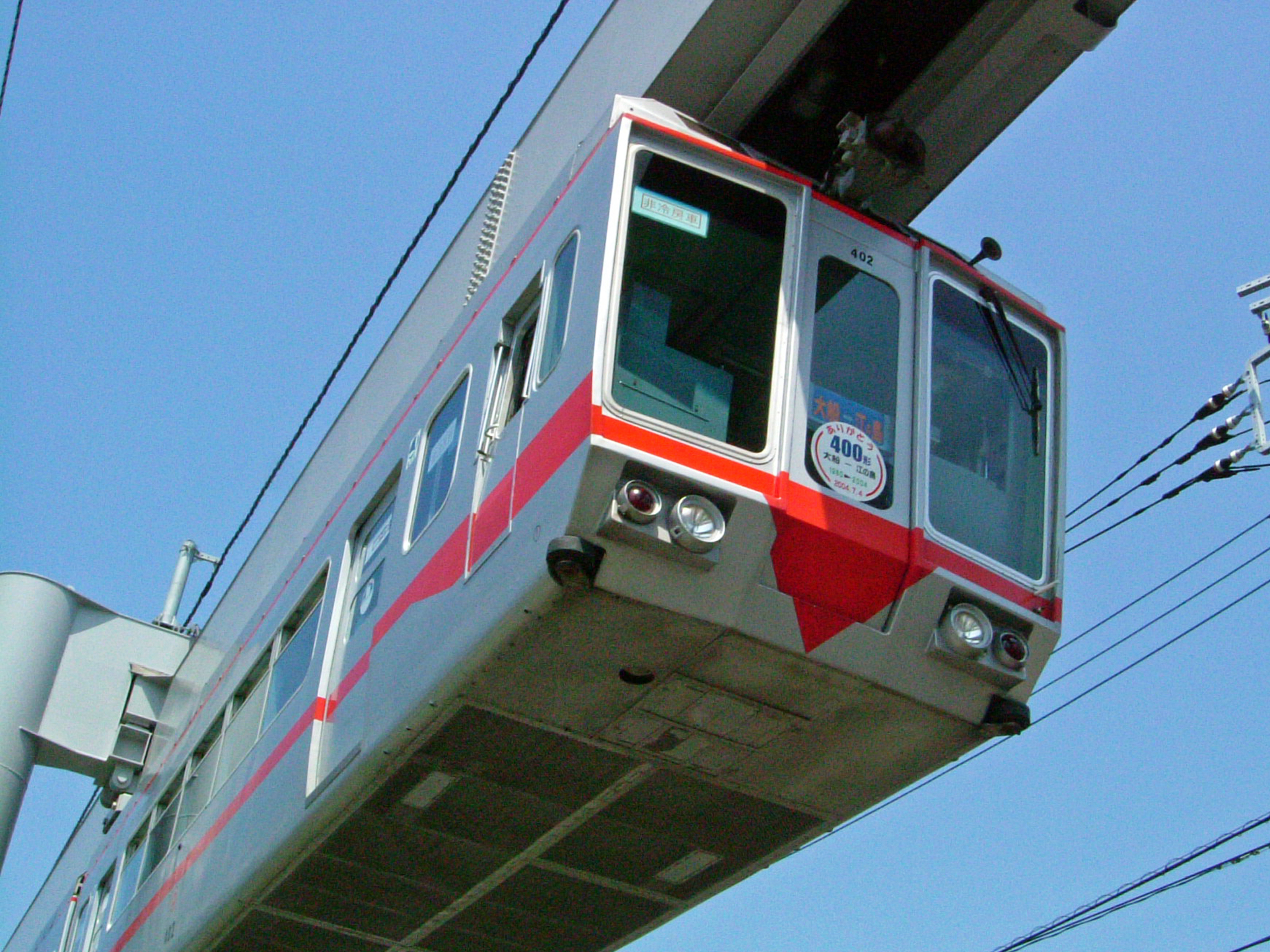
Zug der Baureihe 400
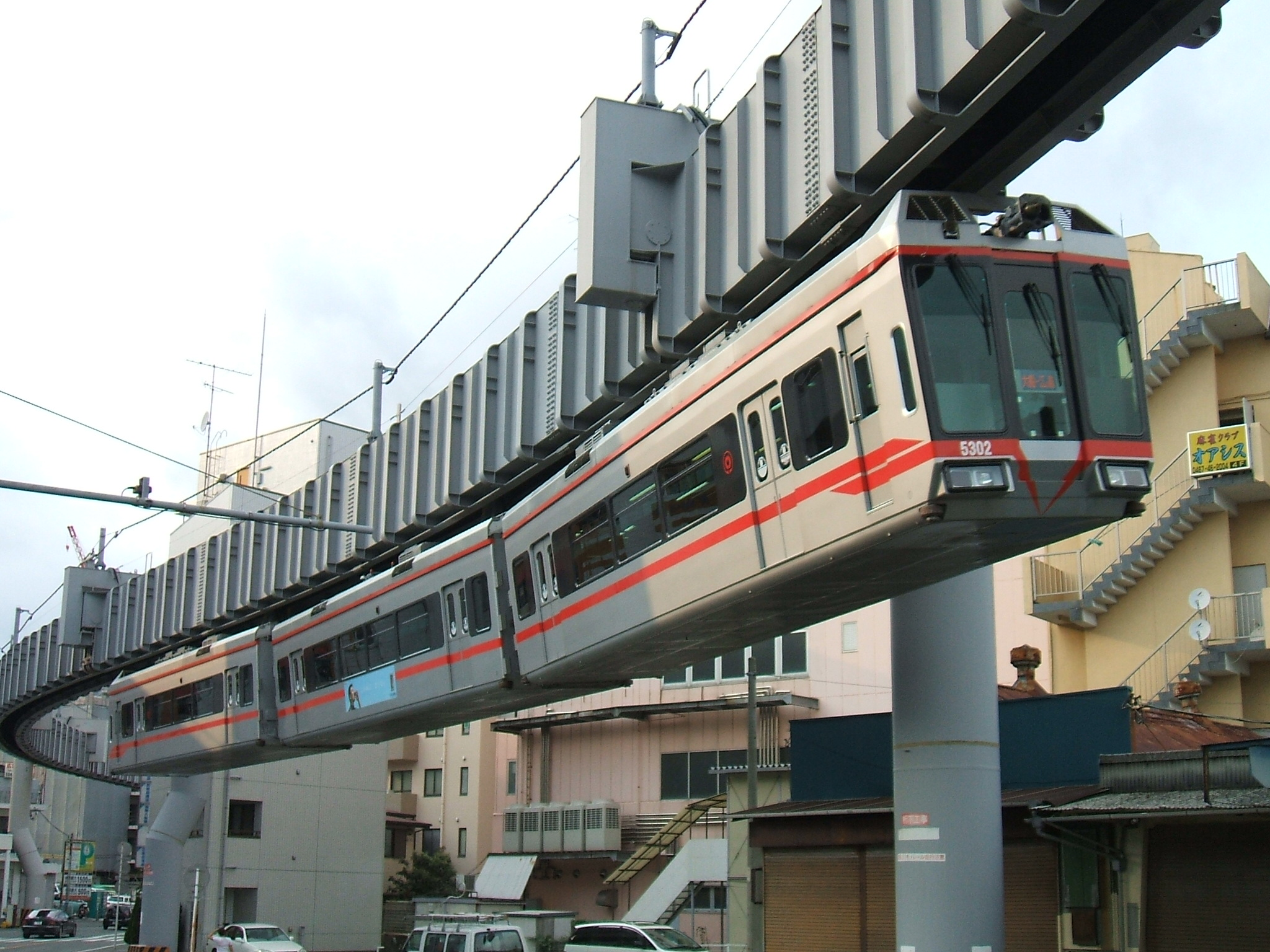
Zug der Baureihe 5000 in „klassischer“ Farbgebung
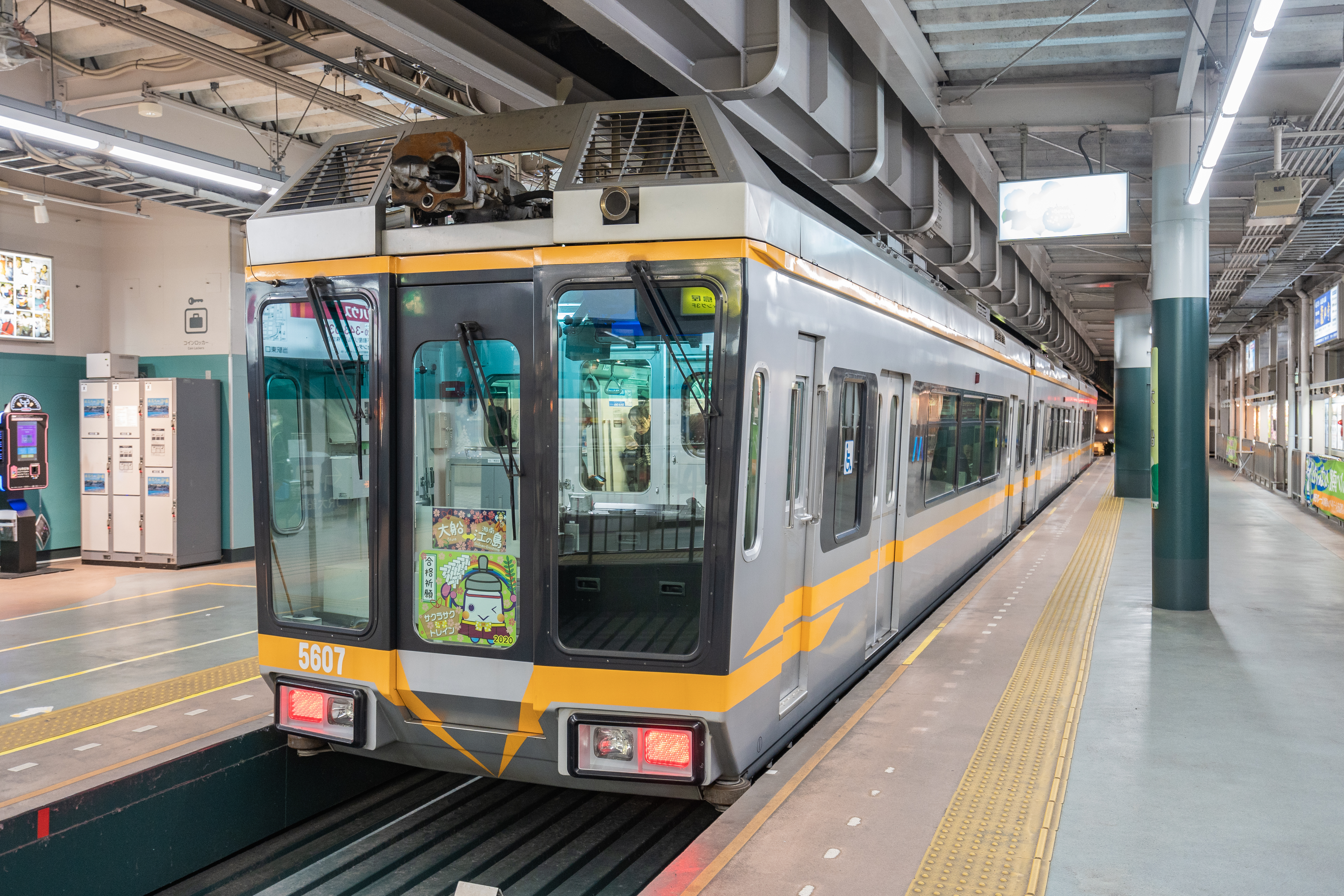
Baureihe 5000 in der Endstation Shōnan-Enoshima
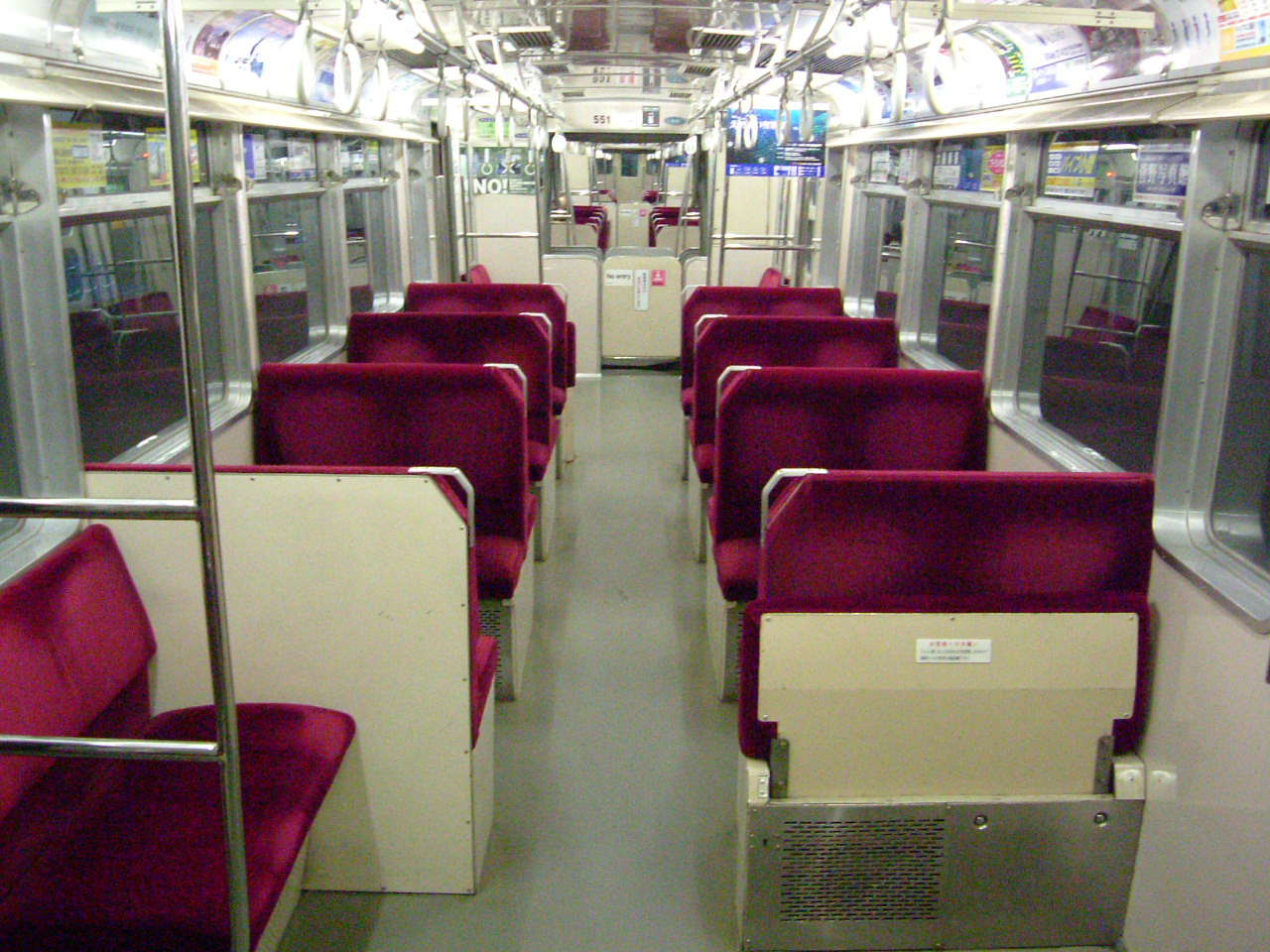
Innenraum der Baureihe 500

## Partnerschaft mit Wuppertal
Im Sommer 2018 wurde eine Schwebebahn-Partnerschaft mit der Wuppertaler Schwebebahn geschaffen. Hierbei wurde der Zug 5603/5604 mit einer Werbung versehen. Die gleiche Werbung trägt auch der Wuppertaler Wagen 01, ein Zug aus der neuesten Generation 15.